# Flugplatz Fürstenfeldbruck

i7
i11
i13
Der Flugplatz Fürstenfeldbruck (IATA-Code: FEL, ICAO-Code: ETSF) ist ein ehemaliger Flugplatz im Landkreis Fürstenfeldbruck. Bis heute betreibt die deutsche Luftwaffe auf dem Gelände den Fliegerhorst Fürstenfeldbruck, der aber seit 2015 nicht mehr für den Flugbetrieb genutzt werden kann, sondern nur noch einige Dienststellen der Bundeswehr, inklusive der Offizierschule der Luftwaffe, beherbergt. Diese Dienststellen sollen aber in den 2020er Jahren von Fürstenfeldbruck weg verlegt, der Fliegerhorst 2030 endgültig geschlossen werden.
Zuvor nutzten nacheinander die Luftwaffe der Wehrmacht, die US Army Air Forces bzw. später US Air Force und die Luftwaffe der Bundeswehr den 1936 eröffneten Militärflugplatz als Standort. Der ständige militärische Flugbetrieb endete mit Weisung des BMVg vom August 2003 mit Wirkung zum 1. Oktober 2003. Eine seit 1979 laufende Mitbenutzung eines Teils des Rollwegs Alpha durch die zivile Flugsportgruppe konnte nur bis 2015 genutzt werden, womit der zivile Luftverkehr endgültig endete.
Heute wird das Gelände für verschiedene Zwecke genutzt: Der nördliche Bereich inklusive der zweiten, kleineren Start- und Landebahn und die anschließenden Betriebspisten wurden zurückgebaut und teilweise für den Bau einer Umgehungsstraße für Maisach verwendet. Der südöstliche Teil sowie die ehemalige Hauptlandebahn dienen derzeit als Fahrsicherheitszentrum. Ebenso befindet sich auf dem Gelände eine Erstaufnahmeeinrichtung für Asylsuchende.
Mit Ausnahme der Umgehungsstraße ist aber bei diesen Verwendungen jeweils ein nahendes Ende abzusehen. Daher und wegen des bevorstehenden Abzugs der Bundeswehr wird aktuell (Stand 2025) das riesige Areal in ein neues Stadtquartier umgewandelt.

## Lage
Das Gelände des ehemaligen Flugplatzes erstreckt sich im Süden des Gemeindegebiets Maisachs in Ost-West-Richtung, zu einem kleineren Teil liegt es auf dem Gebiet der Stadt Fürstenfeldbruck. Der Stadtkern Fürstenfeldbruck ist ca. 4 km entfernt, der Münchner Marienplatz ca. 23 km. Das Gelände ist relativ gut erschlossen: In unmittelbarer Nähe verläuft die Bundesstraße 471 und bietet Anschluss ans Fernstraßennetz. Per Auto ist die Bundesautobahn 8 so innerhalb von 10 km, die A 96 in 16 km zu erreichen. Die Station Maisach der S-Bahn-Linie S3 der S-Bahn München liegt nah am ehemaligen Flugplatzareal.

## Geschichte

### Errichtung des Fliegerhorstes, Zweiter Weltkrieg
1935 begannen im Zuge der vom NS-Regime betriebenen Aufrüstung der Wehrmacht die Bauarbeiten für die Luftkriegsschule (LKS) 4 der Luftwaffe. Die LKS gehörte zu den militärischen Prestigeobjekten in Bayern. Mit einem Aufwand von 40 Millionen Reichsmark sollte auf dem Fliegerhorst die größte Fliegerschule im Deutschen Reich errichtet werden. Den Repräsentationsbauten lagen Pläne von Ernst Sagebiel zu Grunde, die Unterrichts- und Unterkunftsgebäude wurden von Robert Roskothen entworfen. Auch bei den Luftwaffenbauten der LKS 4 setzte sich der Stil der Bayerischen Postbauschule, die von Robert Vorhoelzer geprägt wurde, fort, da viele Architekten aus der Bauabteilung der Oberpostdirektion ab 1935 in die Bauämter der Luftwaffe überwechselten. Architektonische Besonderheiten auf dem Fliegerhorst bilden der 820 m lange sogenannte „Kilometerbau“ und der Turmbau am Schulungsgebäude.
Im Fahnensaal befinden sich noch heute Wandmalereien von Albert Burkart mit Motiven aus dem Nibelungenlied. Der LKS angeschlossen war der Flugplatz mit vier Flugzeughallen, Werfthalle und Waffenmeisterei. 1937 übernahm die Luftwaffe den neuen Fliegerhorst. 1943 wurde eine Betonbahn angelegt, die 1945 für den Einsatz der Me-262-Strahlflugzeuge hergerichtet wurde. Am 9. April 1945 wurde die Startbahn bei einem Bombenangriff der US-Luftwaffe zerstört.
Die folgende Tabelle zeigt die vollständige Auflistung aller fliegenden aktiven Einheiten (ohne Schul- und Ergänzungsverbände) der Luftwaffe der Wehrmacht, die hier zwischen 1939 und 1945 stationiert waren.
| Von            | Bis            | Einheit                                          |
| -------------- | -------------- | ------------------------------------------------ |
| August 1939    | Oktober 1939   | JG 71 (Jagdgeschwader 71)                        |
| Oktober 1939   | Oktober 1939   | II./JG 51 (II. Gruppe des Jagdgeschwaders 51)    |
| Oktober 1939   | Februar 1940   | III./KG 27 (III. Gruppe des Kampfgeschwaders 27) |
| März 1940      | April 1940     | I./KG 55                                         |
| November 1944  | April 1945     | Erprobungskdo. Kolb                              |
| März 1945      | April 1945     | II./KG(J) 54                                     |
| April 1945     | April 1945     | III./JG 53                                       |
| 16. April 1945 | 28. April 1945 | Sonderkommando “Bienenstock”                     |

### Amerikanische Nutzung des Flugplatzes

Operations Building and Control Tower - Quonset Point Naval Air Station, Rhode Island, USA (1941). Architekt: Albert Kahn

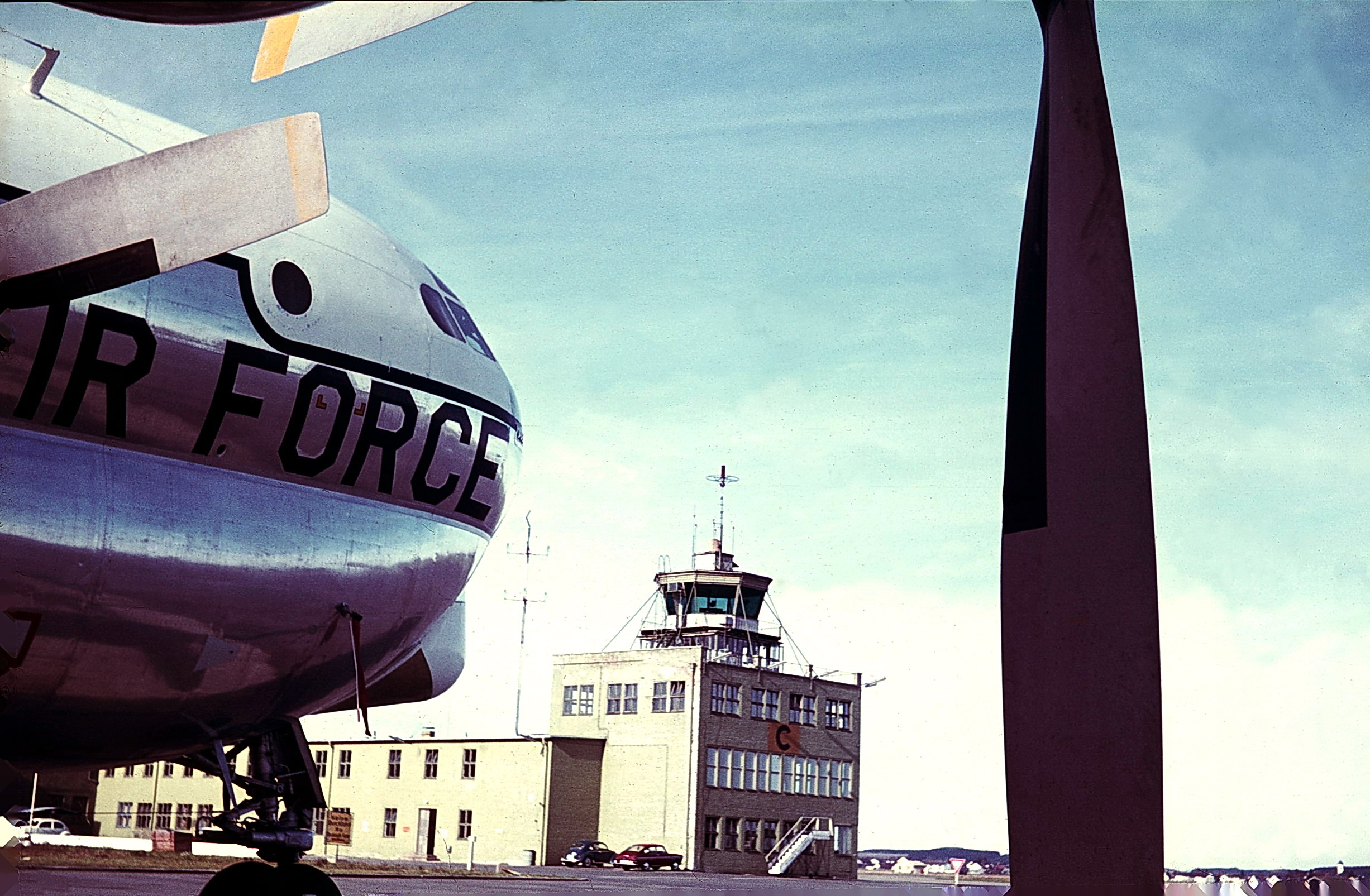
Eine Boeing C - 97 G des US - Strategic Air Command mit dem Tower im Hintergrund

Nachdem im April 1945 rund 138 amerikanische B-17 „Flying Fortress“-Bomber der 1st Air Division (8th Air Force) ca. 335 Tonnen Bomben über dem Fliegerhorst abgeworfen hatten, welche die Startbahn, den Hangar und die Reparaturwerkstätten sowie weitere Einrichtungen vernichtete, besetzten Soldaten der 7. US-Armee den Fliegerhorst. Von der Besatzungsmacht wurde er zunächst als Airfield R.72 bezeichnet. Die USAAF (seit 1947: USAF) übernahm das Gelände und nutzte es als Militärflugplatz. Während der Berlinkrise verlegte im Sommer 1948 kurzzeitig die mit Langstreckenbombern vom Typ B-29 ausgerüstete 301st Bombardment Group nach Fürstenfeldbruck. Das mit Lockheed P-80 ausgerüstete 36th Fighter Wing der USAF war hier seit 1948 stationiert. 1950 wurde auf Republic F-84 umgerüstet und die Einheit zur 36th Fighter Bomber Wing, die bis 1952 blieb. In den Jahren 1952/53 diente Fürstenfeldbruck als Ausweichplatz für RF-80, deren Heimatbasis bei Toul sich noch im Ausbau befand. Ab dem 5. April 1954 übernahm die 7330th Training Group unter Commander Col. Mark H. Vinzant, Jr. die nach internen Umgruppierungen ab Oktober 1954 zur Ausbildungsstaffel (squadron) unter der Bezeichnung 7330th Flying Training Wing wurde. Die ersten Auszubildenden des "Major Defense Acquisition Programs" (MDAP-students) begannen mit dem Trainingsprogramm bereits im Frühjahr 1954. Mehr als 500 Schüler aus Spanien, der Türkei, aus Holland, Belgien, Dänemark, Griechenland, Italien, Norwegen, Pakistan, Portugal, Großbritannien und dem Iran haben die Kurse absolviert. Das Schulprogramm bestand aus: "instrument training", "jet transition training", einem "jet instructor"- Kurs, und einem "senior staff officer" - Kurs. Alle Auszubildenden waren bereits lizenzierte Piloten in ihren Heimatländern.
Bis 1957 baute die US-Luftwaffe den in Kurzform „Fursty“ genannten Flugplatz aus, indem die militärische Bau- und Infrastruktur weiterentwickelt, bzw. die vorhandene ergänzt und umgebaut wurde. Als Sinnbild steht dafür der Tower, der in ähnlicher Form auf amerikanischen Flughäfen zu finden war. Außerdem entstanden eine Kapelle, ein Krankenhaus, das Einkaufszentrum PX (Post Exchange), die lokale Radiostation "Mars Radio Station", eine Schule, ein Kindergarten, zahlreichen Freizeiteinrichtungen und die "Sternbauten". Im Jahr 1950 wurde die Startbahn um 600 m auf 2743 m (9000 Fuß) verlängert. Der Fliegerhorst wurde so eine wichtige Basis für die US Air Force, und ein wesentlicher Katalysator der Umwandlung der Stadt Fürstenfeldbruck und seiner Einwohner innerhalb der amerikanischen Besatzungszone, die durch den Deutschlandvertrag im Jahr 1955 aufgelöst wurde.

### Nutzung durch die Bundeswehr

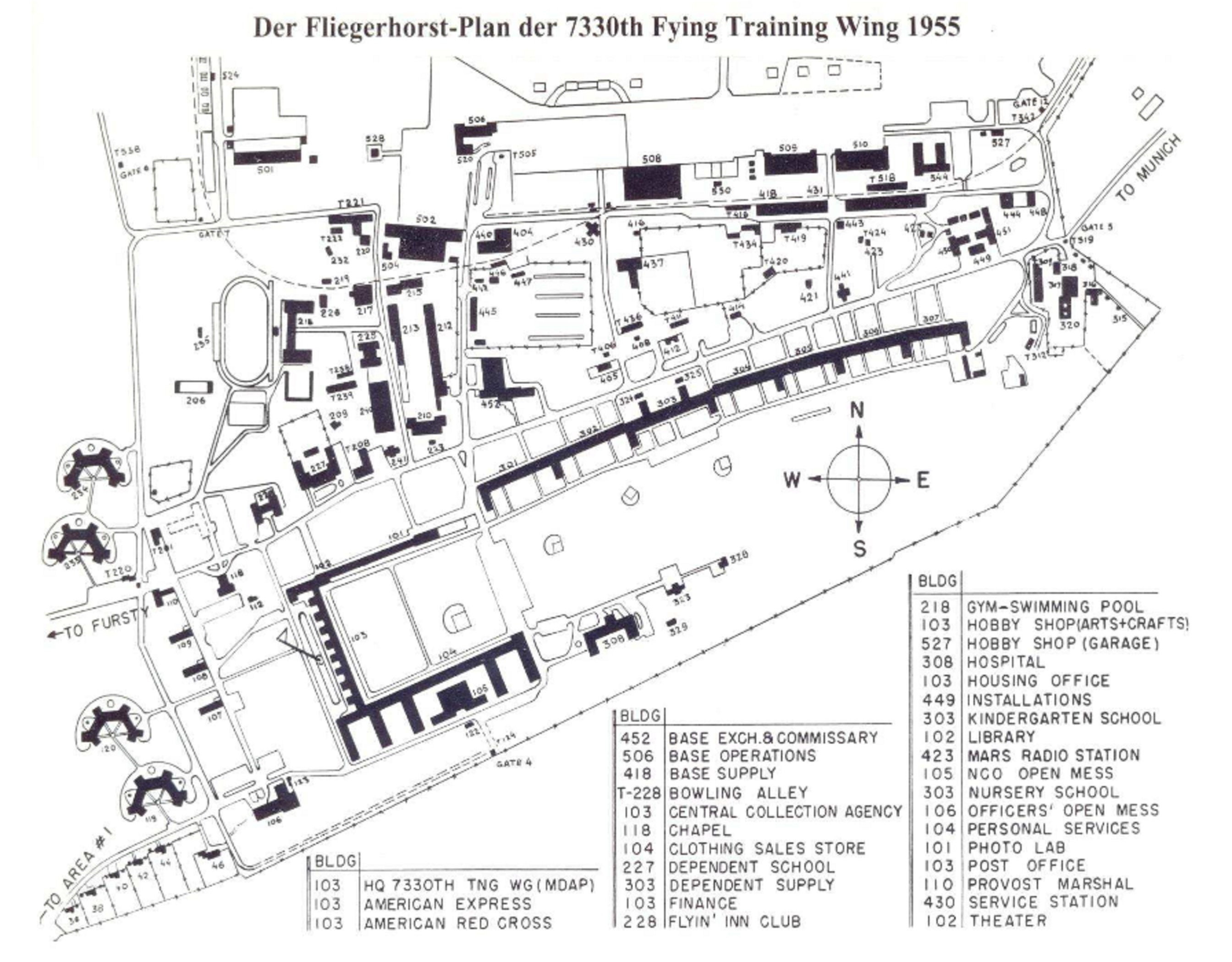
Lageplan und Gebäudestruktur vom Fliegerhorst Fürstenfeldbruck (1955)

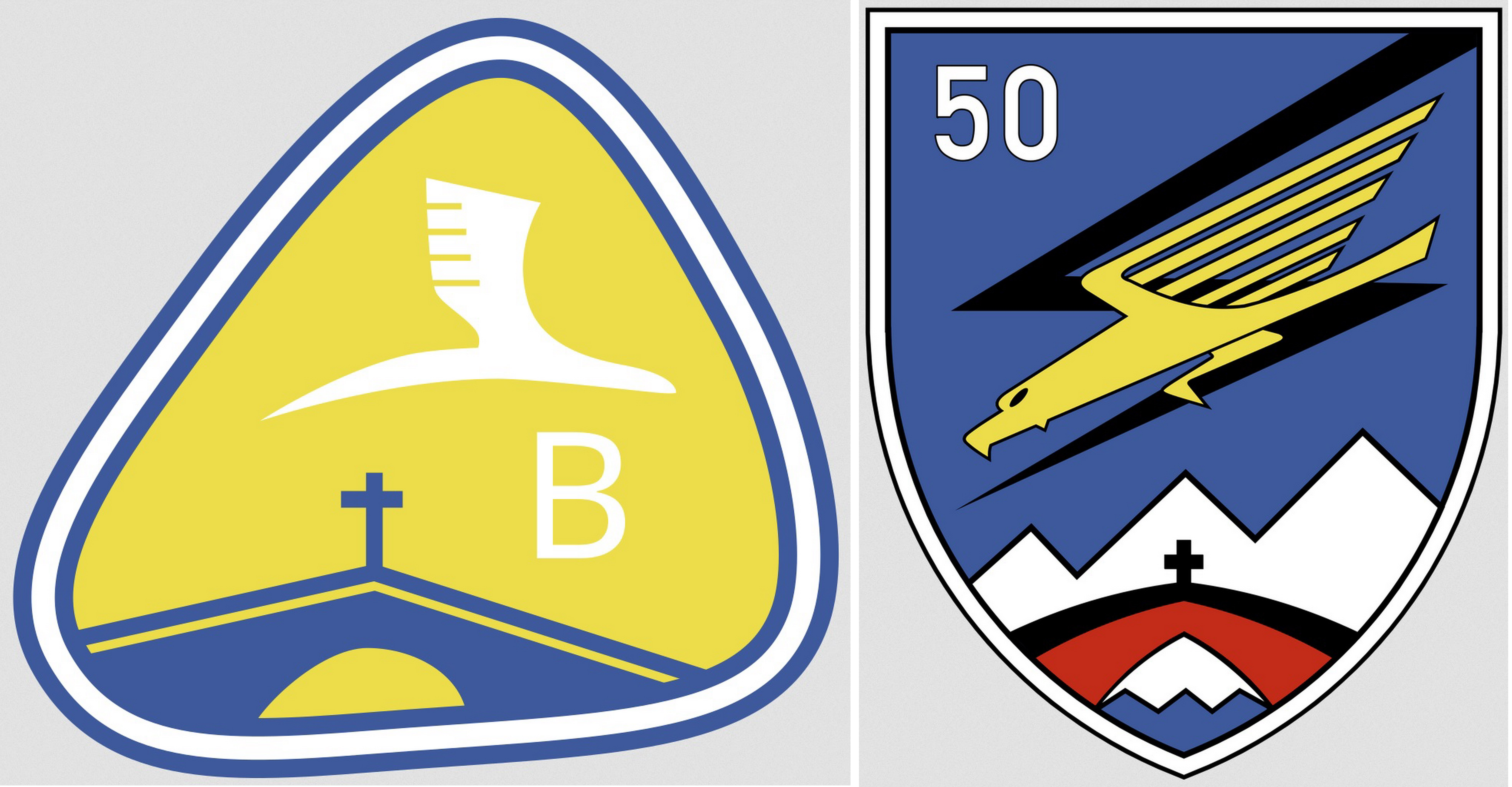
Wappen der Flugzeugführerschule B (FFSB) links, und das der Waffenschule der Luftwaffe 50 (WaSLw 50), rechts

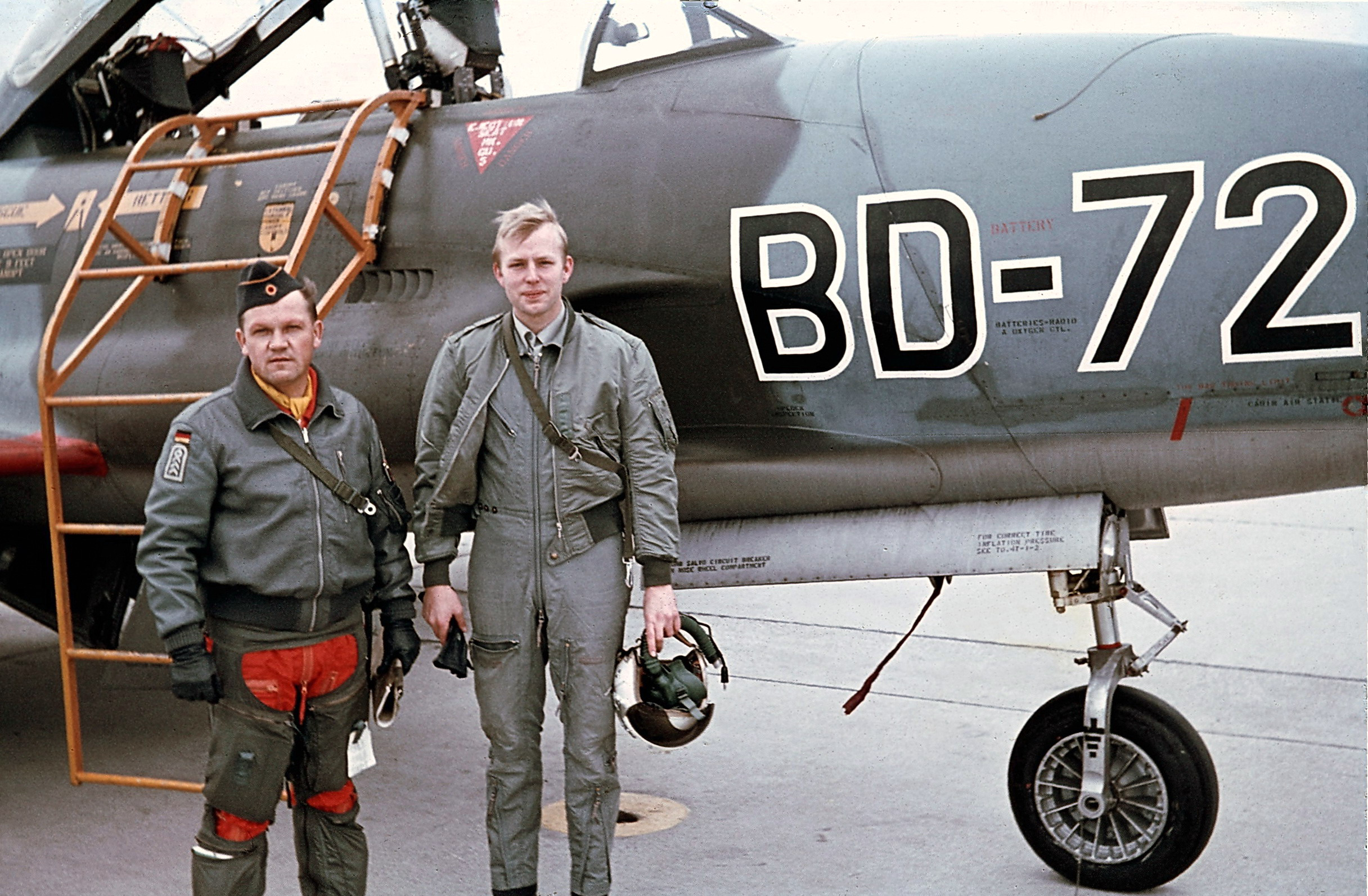
Fluglehrer Karock und Fluglotse Riemann vor einem Übungsflug mit der T-33

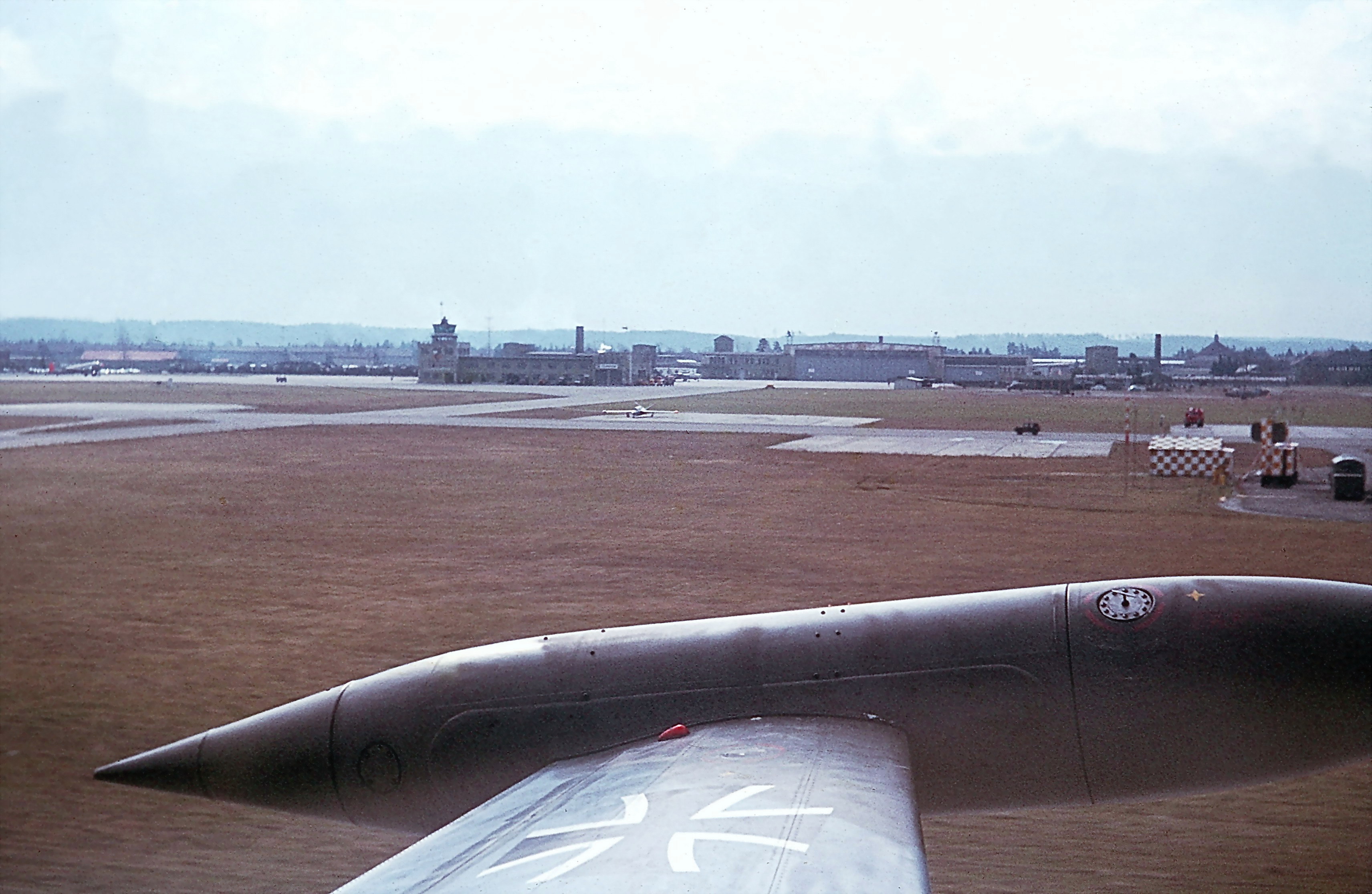
T-33 beim Anfangssteigflug, vorne rechts die „Trailer“ der Radaranflugkontrolle

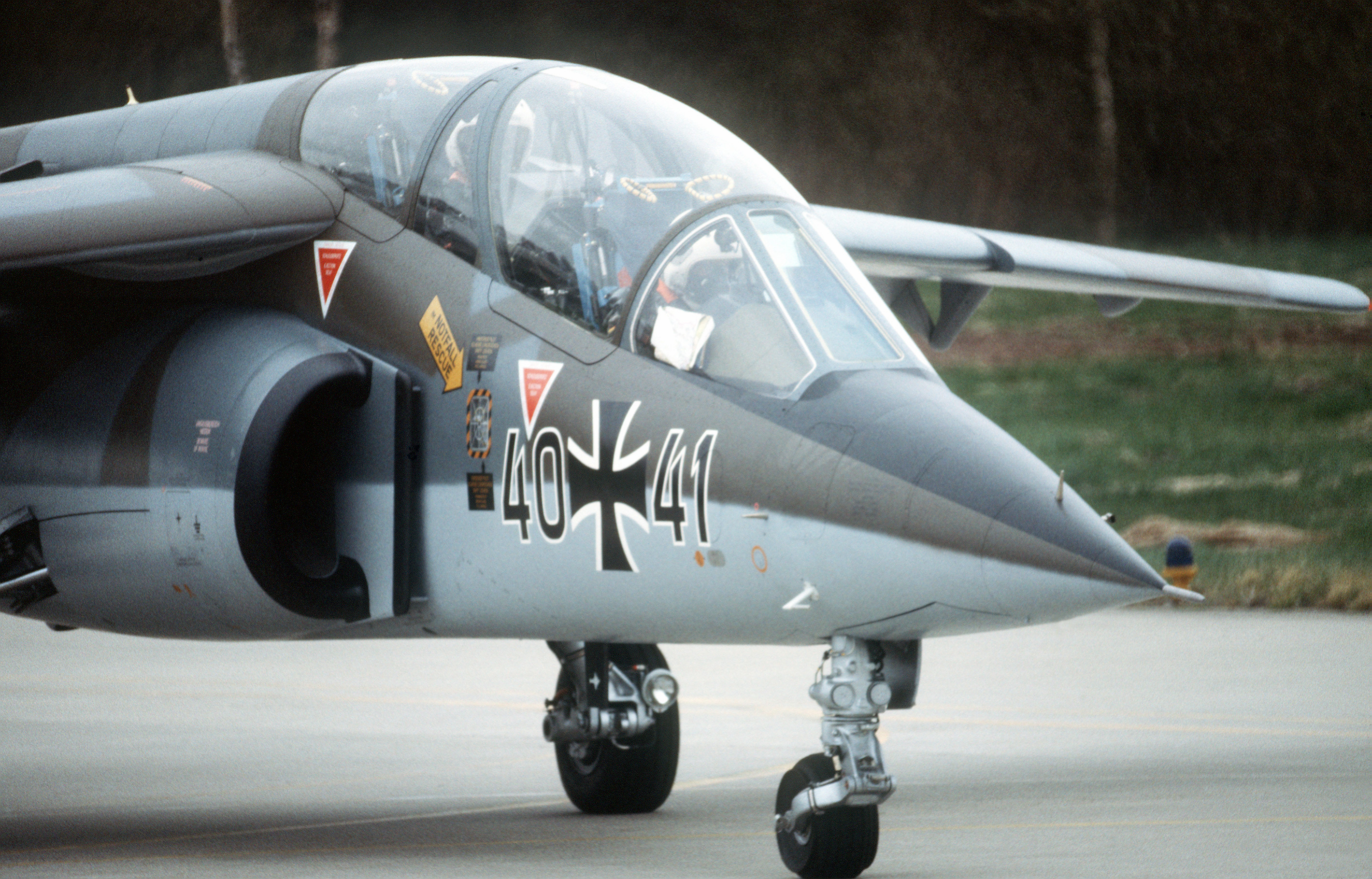
Alpha Jet des JaboG 49

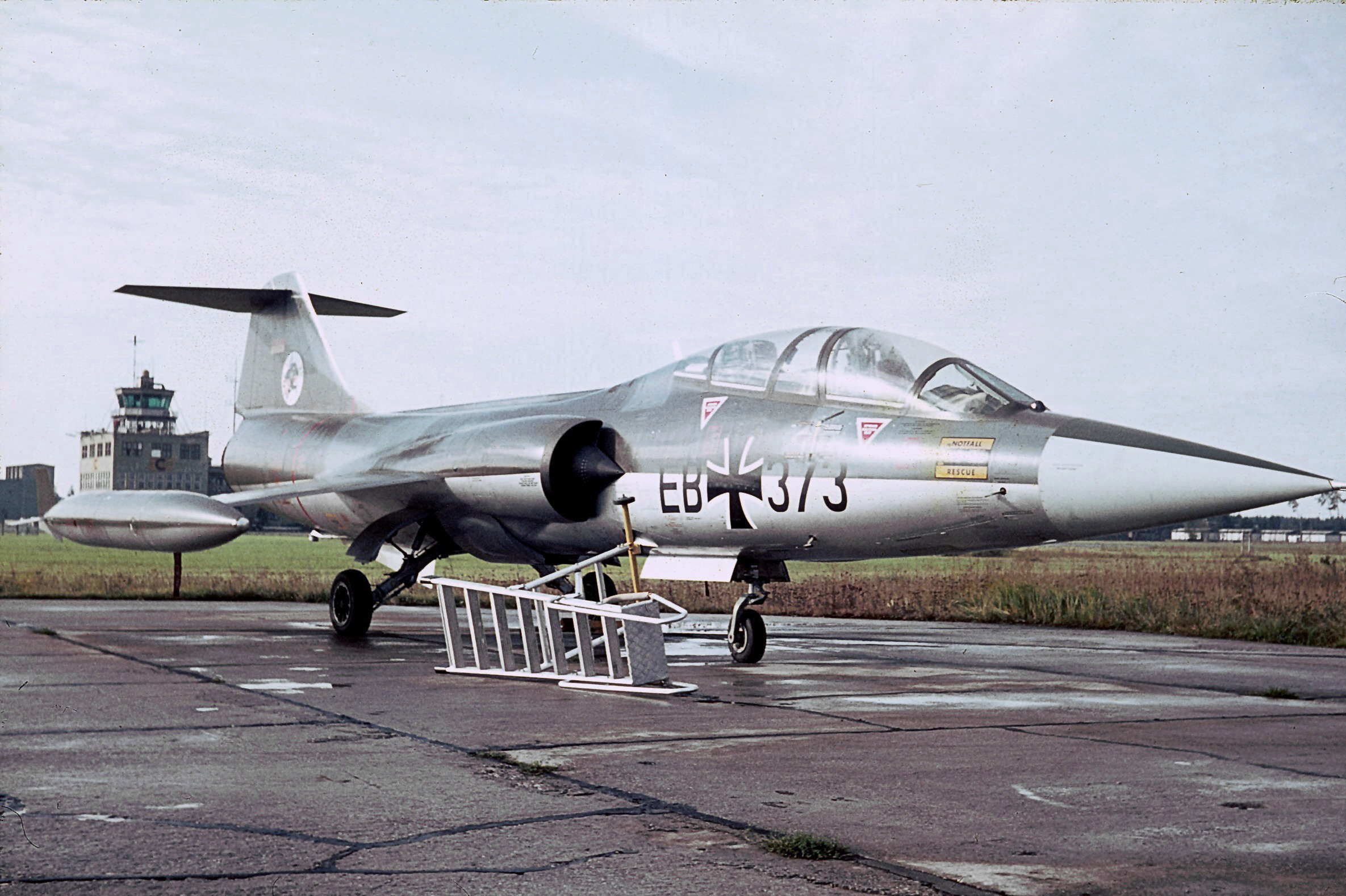
Starfighter des Aufklärungsgeschwaders 52 aus Leck in Fursty

Ab 1956 erfolgte der Aufbau der Luftwaffe der Bundeswehr, Fürstenfeldbruck wurde unter anderem durch Aufstellung der Flugzeugführerschule „B“ zur „Wiege der Luftwaffe“. Am 24. September 1956 erhielten dort die ersten zehn deutschen Flugzeugführer ihr Flugzeugführerabzeichen. Am 13. November 1956 wurden die ersten 20 Einsatzflugzeuge vom Typ F-84 F in „Fursty“ der Luftwaffe übergeben. Am 14. Dezember 1957 übernahm die Luftwaffe den Fliegerhorst, mitsamt den Flugbetriebsdienststellen Tower, Base Operations („Flight OPS“) und die neben dem Rollfeld befindliche mobile Radaranflugkontrolle (GCA = Ground Controlled Approach). Obwohl der „Trailer“ jeweils nach Wind- bzw. Anflugrichtung die Position wechseln musste, blieb die Einrichtung bis Ende der 60er Jahre in Betrieb und wurde Anfang der 70er Jahre mit neuzeitlichen Radargeräten in den IFR-Raum im Tower verlegt. Unverändert blieben die normalen Anflugverfahren mit Hilfe des Ungerichteten Funkfeuers westlich von Mammendorf.
Im Juli 1958 nutzte die US Air Force im Zusammenhang mit der Libanonkrise 1958 den Flugplatz zur Verlegung von Truppen (US Army Task Force 210) zum Luftwaffenstützpunkt Adana in der Türkei und von dort aus nach Beirut. 1961 befanden sich 19 selbstständige Dienststellen auf dem Fliegerhorstgelände.
1962 wurde außerhalb des militärischen Bereichs nach einem Entwurf des Architekten Ernst Zinsser in Zusammenarbeit mit dem Bildhauer Kurt Lehmann das Ehrenmal der Luftwaffe für die Toten der Luftstreitkräfte und der Luftfahrt errichtet.
1964 wurde die Waffenschule der Luftwaffe 50 (WaSLw 50) vom Fliegerhorst Erding nach Fürstenfeldbruck verlegt.
Da Flugzeuge, besonders F-104 Starfighter, der Bundeswehr im Landeanflug auf den Fliegerhorst Fürstenfeldbruck häufig recht tief über das östlich gelegene Pasing flogen, kam es zu Beschwerden aus dem Münchner Stadtteil. Wegen der Nähe zu München-Riem bestand zwar ein Abstimmungsverfahren zwischen der Radarkontrolle „Fursty GCA“ und dem Münchner Tower, die Beschwerden blieben jedoch und gipfelten 1967 im sogenannten Pasinger Knödelkrieg, der international für Aufsehen sorgte. In der Folge wurden die Anflugverfahren geändert.
Eine wichtige Funktion des Fliegerhorsts „Fursty“ im Kalten Krieg bestand in der Bereitstellung als Zwischenlandeplatz wie z. B. bei der Militärübung „Eastern Express“ 1965, die mit Starliftern der US Air Force durchgeführt wurde. Eine weitere Operation war ein Formationsflug Ende der 80er Jahre mit 6 Starliftern des Typs C-141B im „Speechless Verfahren“, das mit dem Anlassen der Triebwerke auf der McChord Air Force Base im Bundesstaat Washington begann. Dabei wurden Fallschirmjäger nach einem Flug über Kanada, England und die Niederlande in Bayern im Raum Schongau abgesetzt.
Anlässlich der Olympischen Sommerspiele 1972 in München erfolgten Baumaßnahmen durch die Bundeswehrverwaltung zur Entlastung des Riemer Flughafens für den mit den Spielen verbundenen Charterverkehr. Während der Olympischen Sommerspiele scheiterte auf dem Flugplatz die Befreiung der von palästinensischen Terroristen als Geiseln genommenen israelischen Athleten

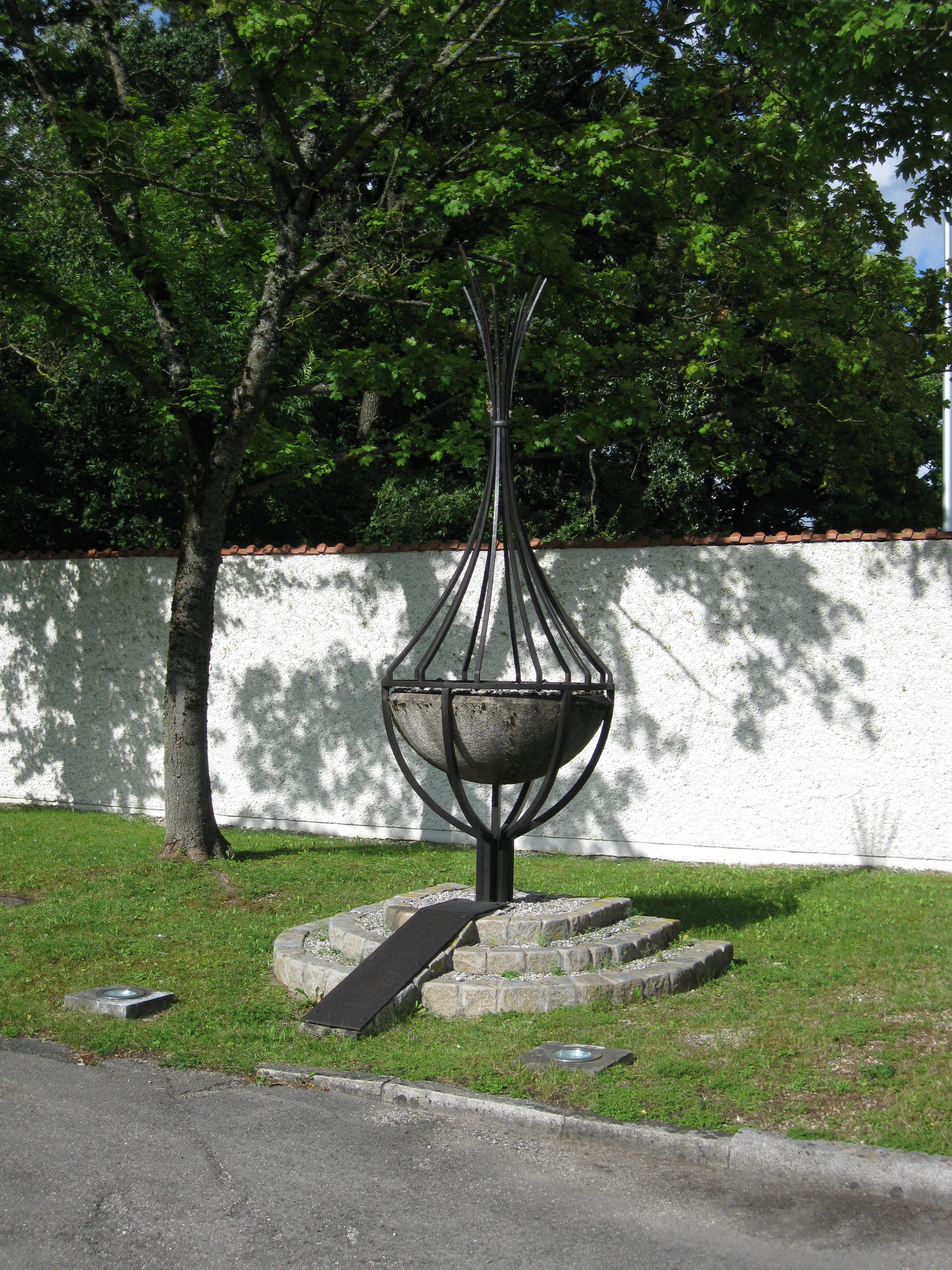
Denkmal vor dem Fliegerhorst für die Opfer des Münchner Olympia-Attentats 1972

1974 begannen die Bauarbeiten für einen neuen Gebäudekomplex für die Offizierschule der Luftwaffe, die 1977 von Neubiberg nach Fürstenfeldbruck umzog.
Zudem wurde eine zweite, kürzere Start- und Landebahn parallel und etwas nördlich zur bestehenden errichtet.
1978 wurde die Waffenschule der Luftwaffe 50 in Jagdbombergeschwader 49 umbenannt. Der erste von 175 Alpha Jets wurde ein Jahr später in Dienst gestellt. Das JaboG 49 war der erste und letzte Verband der dieses Muster flog.
Der letzte Flugtag fand zum 50-jährigen Jubiläum am 12. Oktober 1985 statt.

#### Ende der militärischen Nutzung
Mit dem Ende des Kalten Kriegs wurde die Stärke der Bundeswehr reduziert. Infolgedessen wurde das Jagdbombergeschwader 49 am 31. März 1994 außer Dienst gestellt. Da für die taktische Grundausbildung der zukünftigen Tornado-Besatzungen noch keine Alternative zur Verfügung stand, wurden Teile des Verbands einen Tag später als Fluglehrgruppe Fürstenfeldbruck neu aufgestellt. Am 30. Juni 1997 endete mit deren Auflösung der regelmäßige Flugbetrieb mit dem platzeigenen Alpha Jet. Danach wurde der Platz unregelmäßig zur Stationierung von militärischen Flugzeugen und zum militärischen Austauschbetrieb genutzt. Endgültig stellte die Luftwaffe den militärischen Flugbetrieb in Fürstenfeldbruck am 30. September 2003 ein und löste die für den Flugbetrieb notwendigen Teileinheiten auf. Am 12. Dezember 2005 landeten zum letzten Mal Militärjets in Fürstenfeldbruck – eine Panavia Tornado und eine McDonnell F-4 – die seitdem auf dem Gelände ausgestellt werden.
Der nördliche Teil des Flugplatzes mit der Start- und Landebahn wurde 2007 vom Flugbetriebs- und Kasernenbereich abgetrennt und am 1. April 2008 aus dem Zuständigkeitsbereich des Bundesministeriums der Verteidigung an die dem Bundesministerium der Finanzen unterstellte Bundesanstalt für Immobilienaufgaben übertragen.
Im Jahr 2009 gab die Wehrbereichsverwaltung Süd die Entwidmung des Flugplatzes zum 31. Januar 2010 bekannt. Die zivile Flughafengesellschaft, die den Flugplatz mitbenutzte, konnte dies durch einen Widerspruch zwar verzögern, aber nicht aufhalten (siehe unten). Damit endete auch die rechtliche Grundlage für den (militärischen) Flugverkehr.
Am 28. Oktober 2011 gab die Bundeswehr im Rahmen ihres neuen Stationierungskonzepts die bevorstehende Auflösung des Standorts Fürstenfeldbruck bekannt.
Im Herbst 2013 stellte der bayerische Kultusminister Ludwig Spaenle das Konzept „München '72 - The Munich Eleven“ vor. Der Towerbereich als „Schauplatz des missglückten Befreiungsversuches der Olympiageiseln soll authentisch erhalten bleiben“ und als Gedenkstätte der Öffentlichkeit zugänglich gemacht werden Zu diesem Zeitpunkt war jedoch der originale, zweigeschossige Aufbau der Towerkanzel bereits abgebaut und sollte für einen anderen Flugplatz Verwendung finden. Der Verbleib ist jedoch ungewiss. Das Projekt für eine öffentliche Gedenkstätte, zu der nach den Vorstellungen des Vereins „IG Fursty“ und der „Traditionsgemeinschaft-fursty“ auch Räumlichkeiten für die militärhistorische Sammlung gehören, konnte bisher aber nicht umgesetzt werden. Voraussetzung ist der Abzug aller Bundeswehrdienststellen.
In der Folge wurde das militärisch genutzte Gelände sukzessive verkleinert und anderen Zwecken zugeführt. Dennoch verbleiben weiterhin zahlreiche Dienststellen der Bundeswehr vor Ort, sodass sich die endgültige Aufgabe des Standorts immer wieder verzögerte. Zuletzt gab das Bundesministerium der Verteidigung am 10. Dezember 2019 bekannt, der Standort werde nicht vor 2026 geschlossen werden. Als Grund dafür wurden Verzögerungen bei den Baumaßnahmen an den Standorten Kropp und Untermeitingen angegeben.

### Zivile Nutzung
Bereits 1960 wurde der Flugplatz von der Luftwaffen-Sportfluggruppe Fürstenfeldbruck genutzt, die zu dem Zeitpunkt noch zur Bundeswehr gehörte. Nach der Auflösung der militärischen Sportfluggruppen 1979 trat an deren Stelle die zivile Bundeswehr Sportfliegergemeinschaft Fürstenfeldbruck e. V. (im Folgenden Sportfluggruppe). Damit begann bereits damals die zivile Mitnutzung des Luftwaffenstandortes, wenngleich der Sportfluggruppe nur Bundeswehrangehörige beitreten konnten.
Mit dem Ende des Kalten Kriegs und der damit einhergehenden Verkleinerung der Bundeswehr wurde erstmals eine weitergehende zivile Nutzung des Flugplatzes erwogen. Der Stadtrat Fürstenfeldbruck sprach sich im Sommer 1991 allerdings dagegen und stattdessen für eine reduzierte militärische Nutzung aus.
Mit der Eröffnung des neuen Flughafen München am 11. Mai 1992 wurde jedoch u. a. auch von den bayrischen Wirtschaftsministern August Lang und Otto Wiesheu eine Verlegung der allgemeinen Luftfahrt an den Fliegerhorst Fürstenfeldbruck angeregt. Damit verbunden, wäre die Anzahl der Flugbewegungen deutlich gestiegen, was zu Bürgerprotesten und der Gründung von Bürgerinitiativen in den Anrainergemeinden, besonders Maisach, führte.
Dennoch wurde im Frühjahr 1998 der privaten Flugplatz Fürstenfeldbruck Betriebsgesellschaft mbH (FFB GmbH) im Rahmen eines Mietvertrags die zivile Mitbenutzung des Flugplatzes zugestanden sowie der Betrieb eines Verkehrslandeplatzes – zumindest, solange der Militärflugplatz bestand.

#### Ende der zivilen Nutzung
Mit dem Ende der militärischen Nutzung wurden verschiedene Konzepte für die weitere Nutzung des Flugplatzes erarbeitet.
Der private Betreiber bemühte sich um eine Genehmigung für die zivile Nachfolgenutzung als Verkehrslandeplatz für Flugzeuge der allgemeinen Luftfahrt bis 5,7 t Gesamtgewicht. Ein 2006 bei der Regierung von Oberbayern eingereichter Antrag hierzu sah eine Verkleinerung des für den Flugbetrieb genutzten Geländes um 65 % sowie eine Reduktion des Fluglärm um bis zu 95 % im Vergleich zum militärischen Flugbetrieb vor. In eine ähnliche Richtung gingen Vorschläge der Bürgerinitiative Aufsteigen mit Fürsty e. V. In jedem Falle hätte dieses Vorhaben die Suche nach Investoren für den Kauf des Geländes erfordert.
Die Gemeinde Maisach hingegen strebte an, gemeinsam mit BMW ein Fahrsicherheitszentrum zu errichten, wobei auch Fahrsicherheitstrainings für die Bayerische Polizei vorgesehen waren. Des Weiteren wurde beabsichtigt, dass die Trabrennbahn Daglfing in den Maisacher Teil des ehemaligen Fliegerhorstes umziehen würde; der nördliche Teil des Rollfelds sollte genutzt werden, um Ortsumgehung für Maisach zu errichten. Der Bayerische Landtag und die Bayerische Staatsregierung schlossen sich diesem Vorhaben an, sodass 2009 die Umwandlung des Militärflugplatzes Fürstenfeldbruck in einen Zivilflugplatz aus dem Landesentwicklungsplan gestrichen wurde.
Die Bundesanstalt für Immobilienaufgaben, seit 2008 Eigentümerin des Rollfeldes, kündigte den Mitbenutzungsvertrag mit der zivilen FFB GmbH zum 14. April 2009. Die FFB GmbH versuchte vergeblich, durch Gerichtsverfahren eine Räumung zu vermeiden und die Nutzung als zivilen Flugplatz zu sichern. Mit der militärischen Entwidmung im Jahre 2010 endete aber auch die zivile Nutzung des Flugplatzes als Verkehrslandeplatz. Die Sportfluggruppe der Bundeswehr durfte aufgrund einer zivilen Mitbenutzungsvereinbarung mit der 1. Luftwaffendivision den Flugplatz noch bis 2015 benutzen. Mit dem Ende dieser Vereinbarung endete der Flugbetrieb am ehemaligen Flugplatz endgültig. Am 20. Dezember 2015 starteten zum letzten Mal zwei Flugzeuge, eine Dornier Do 27 und eine Piaggio P.149 der Sportfluggruppe vom Fliegerhorst Fürstenfeldbruck, um anschließend an deren neuen Standort, dem Fliegerhorst Lechfeld zu landen.

### Nutzung nach Ende des Flugbetriebs

#### Entwicklungen auf Maisacher Seite
Die Planungshoheit über den nördlichen, größeren Teil der Rollbahn ging mit der Entwidmung an die Gemeinde Maisach über, die in der Folge versuchte, ihr oben angerissenes Konzept umzusetzen – mit durchwachsenem Erfolg:
- Im östlichen Teil des ehemaligen Flugbetriebsgelände eröffnete BMW 2012 wie vorgesehen die „BMW and MINI Driving Academy Maisach“, ein Fahrsicherheitszentrum, welches über einen Kreisverkehr bei Gernlinden erreichbar ist. Allerdings gab es in der Folge Konflikte zwischen der Gemeinde und BMW, sodass BMW im Frühling 2021 ankündigte, das Fahrsicherheitszentrum bis 2024 zu schließen.[44]
- Im Dezember 2018 wurde nach neun Monaten Bauzeit die südliche Ortsumgehung Maisach eröffnet, diese verläuft streckenweise auf der Trasse der ehemaligen Landebahn 09L/27R und der anschließenden Rollbahn.[45]
- Der Umzug der Trabrennbahn aus München scheiterte 2018 mangels Interesse seitens der Traber. Daher wurde 2020 die Planung abgeändert, auf das ursprünglich der Trabrennbahn zugedachte Areal soll nun der Sportverein SC Maisach ziehen.[46][47]

#### Entwicklung auf Fürstenfeldbrucker Seite: Fliegerhorstkonversion Fürstenfeldbruck
Anders als auf dem Maisacher Gebiet befinden sich auf der Fürstenfeldbrucker Seite noch Gebäude, die von der Bundeswehr genutzt werden, die aber innerhalb der nächsten Jahre freigegeben werden sollen. Im Jahr 2026 soll der Standort von der Bundeswehr komplett aufgegeben werden und bis 2030 alles abgezogen sein.
2014 wurde ein Teil rund um das Unteroffiziersheim vom militärischen Sicherheitsbereich abgetrennt und dient seitdem als Erstaufnahmeeinrichtung der Regierung von Oberbayern als Dependance für Asylsuchende. 2015 wurde dann der gesamte Komplex rund um das Lehrsaalgebäude der Luftkriegsschule 4 in die Erstaufnahmeeinrichtung integriert. Der Eingang zur Dependance befindet sich am Südrand des Bundesgeländes. Einen Busanschluss gibt es dort für die Linie nach Geiselbullach.
Im Rahmen der sog. Fliegerhorst-Konversion Fürstenfeldbruck strebt die Stadt Fürstenfeldbruck an, ihren Teil des ehemaligen Flugplatzes langfristig in ein Wohn- und Gewerbegebiet umzuwandeln.
Ein am 24. März 2015 vom Stadtrat Fürstenfeldbruck beschlossener und im September 2019 modifizierter Leitlinienbeschluss definiert die Entwicklungsperspektiven und den langfristig strategischen Handlungsrahmen für Kommunalpolitik und -verwaltung: Grundlegend solle bei der Entwicklung des Fliegerhorstes sichergestellt werden, dass eine An- und Einbindung des Areals in die städtebauliche, infrastrukturelle und landschaftliche Struktur des Stadtgebiets erfolge und eine stufenweise Realisierung möglich sei. Ein sinnvoller Abgleich mit bestehenden Konzepten im Stadtgebiet und mit den angrenzenden Nachbarkommunen solle vorgenommen werden. Als oberste Priorität solle die Sicherung der städtebaulichen Qualität gewährleistet und auf Wirtschaftlichkeit ausgerichtet werden. Der Entwicklungsprozess solle hoheitlich von der Stadt Fürstenfeldbruck mit ihren Beschlussgremien gesteuert werden. Von der Entwicklung solle auch ein Impuls für den Landkreis bzw. die Region ausgehen.
Die Planung werde laut Beschluss als Prozess offen gestaltet, denn lokales Wissen solle generiert, Freiräume für Neues geschaffen, Unbekanntes belassen und Innovation gefördert werden. Die größte Flächenumwandlung in der Geschichte Fürstenfeldbrucks mache es nötig, Zukunftsziele mit allen Akteuren der Stadt zu diskutieren und in einem offenen Dialog die Voraussetzung für die gemeinsame Umsetzung zu schaffen.
Teile der auf dem Gelände des Flugplatzes befindlichen Gebäude stehen unter Denkmalschutz, wie z. B. die Flugleitung mit Tower, diverse Hangars, der sog. Kilometerbau, die Schwimmhalle und die Offiziers- und Unteroffiziersschulen, was bei der Konversion zu berücksichtigen ist.
"Als erster Schritt wurde ab April 2023 ein städtebaulicher und landschaftsplanerischer Wettbewerb durchgeführt. Sein Ziel war es, die bestmögliche Lösung für das Areal zu finden. Am 24. April 2024 fand die abschließende Sitzung des Preisgerichts statt. Die Entscheidung fiel klar aus: Der Entwurf „Fürstenfeld Wood“ des renommierten Kopenhagener Planungsbüros Adept konnte den Wettbewerbssieg für sich entscheiden", worauf das Büro im Januar 2025 mit der Rahmenplanung des Gebietes beauftragt wurde. Der Prozess soll voraussichtlich im zweiten Halbjahr 2028 abgeschlossen sein, dann können auf dieser Basis Bebauungspläne für einzelne Bereiche des großen Geländes des Fliegerhorstes entwickelt werden.

### Militärhistorische Sammlung für ein Museum

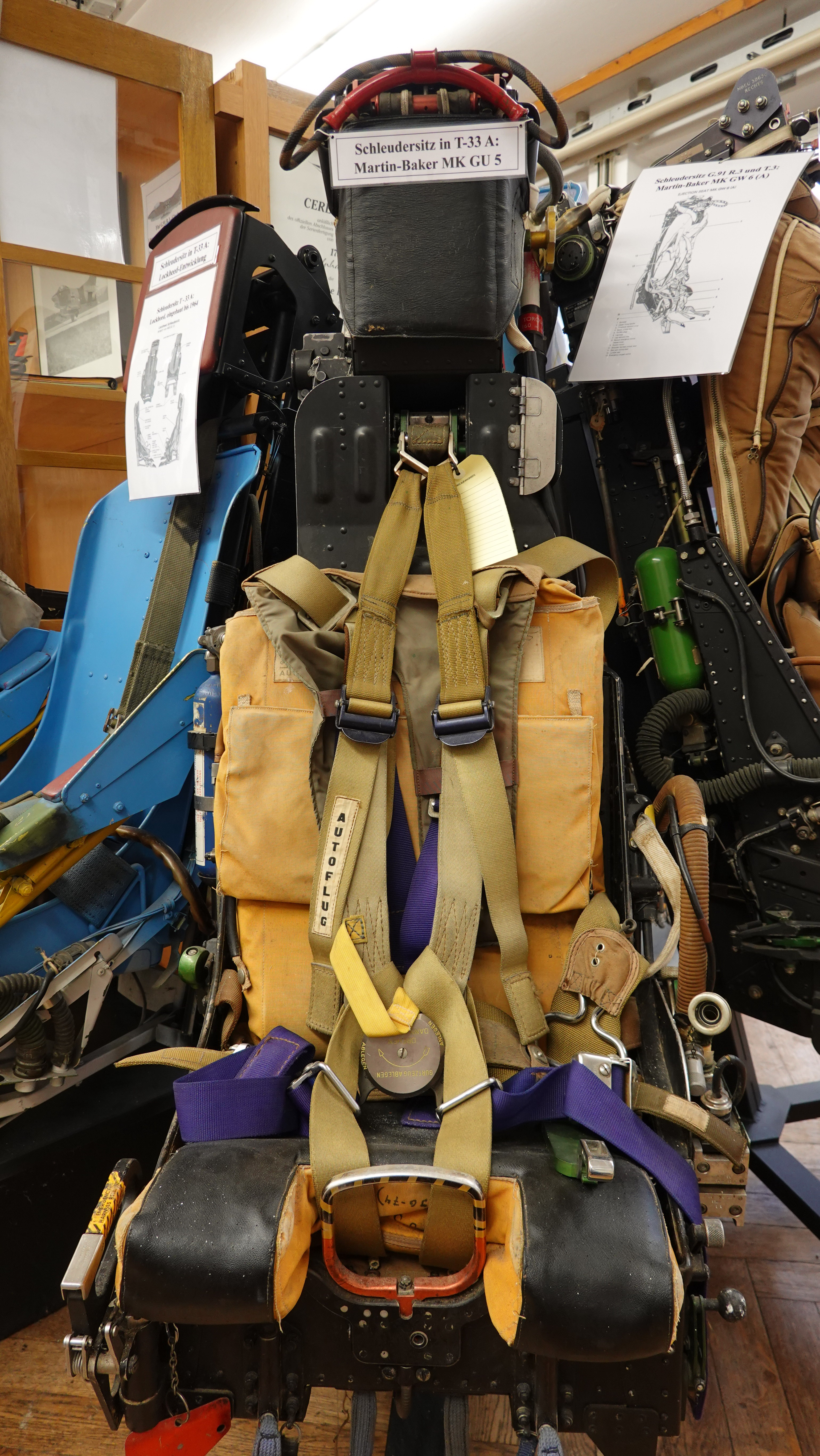
Martin Baker Schleudersitz aus einer T - 33 A, Militärhistorische Sammlung der ("TG Fursty")

"Kurz nach Einstellung des Ausbildungsflugbetriebs mit dem Alpha Jet Ende Juni 1997 wurde auf Initiative des ehemaligen Kommodore Fritz Morgenstern die "Gemeinschaft Jagdbombergeschwader 49" gegründet. Im Jahr 2000 stellte die Offizierschule der Luftwaffe Räume im Gebäudetrakt 101 der ehemaligen Luftkriegsschule 4 zur Verfügung, in der nach umfangreichen Renovierungsarbeiten und Beschaffung von Exponaten Mitte 2003 eine Militärgeschichtliche Sammlung zur historischen und politischen Bildung eröffnet wurde. Durch Zunahme der Asylbewerberzahlen musste die Aufnahmekapazität im Fliegerhorst erhöht werden, weshalb die umfangreiche Sammlung des Vereins JaboG 49 gegenüber in das "Captain Higgins Gebäude" verlegt wurde". Zusammen mit der Lehrsammlung "Ausbildungszentrum Abbildende Aufklärung der Luftwaffe", die sich ebenfalls auf dem Flugplatzgelände befindet, ist diese private Sammlung inzwischen Teil des Museums- und Sammlungsverbundes der Bundeswehr
Wegen des für 2026 geplanten Abzugs der Bundeswehr wurde im Juni 2023 bekannt, dass der Bund der Stadt Fürstenfeldbruck die auf dem Fliegerhorst auf Sockeln ausgestellten, entmilitarisierten Jets überlassen würde. Bedingung sei die Gründung einer militärhistorischen Abteilung im städtischen Museum. Die Idee die Sammlung inklusive der Flugzeuge in ein lokales Museum zu überführen war bereits immer wieder von der „Traditionsgemeinschaft Fursty Fliegerhorst“ (TG Fursty) vergeblich an die Stadt herangetragen worden. Nach dem Angebot vom Bund änderte sich die Lage: „Uns geht es nicht darum, ein altes Flugzeug für die Nachwelt zu sichern, sondern darum, die fliegerische Vergangenheit des Standorts Fürstenfeldbruck und vor allem dieses neuen Stadtteils dreidimensional sichtbar zu machen“, so Mike Weber von der "TG Fursty". Wichtig sei auch, dass "die fraglichen Luftwaffen-Flugzeuge nie in kriegerische Auseinandersetzungen involviert waren. Stattdessen dienten die der NATO unterstellten Luftfahrzeuge erfolgreich der Abschreckung und stehen so als Beitrag zur Friedenssicherung und nicht als Kriegsgerät". Nach kontroversen Debatten im Kulturausschuss der Stadt wegen der Finanzierung zeichnete sich als Lösung ab, "als möglichen Ort für die militärhistorische Sammlung den Fliegerhorst selbst als Ort des früheren Geschehen, vorzusehen. Eine Art Militärhistorisches Museum hatten schon im Rahmen der Konversion und des Wettbewerbs einige Planungsbüros entwickelt. Zwar wurden keine weiteren Informationen über Entscheidungen des Stadtrats bekannt, allerdings meldete die "TG Fursty" per Rundschreiben, "dass die Stadt Fürstenfeldbruck ihre militärhistorischen Geschichte, und zwar auch die Zeit vor dem 8. Mai 1945, angemessen würdigen will. Es seien sogar zwei Planstellen zu je 80 % für die Museumsabteilung vorgesehen". (Auszug aus dem Rundschreiben vom Dezember 2024)

## Zwischenfälle
- Am 3. Mai 1948 fiel an einer Boeing B-29A Superfortress der United States Air Force (USAF) (Luftfahrzeugkennzeichen 44-62064) beim Start vom Flugplatz Fürstenfeldbruck ein Triebwerk aus. Die Maschine raste über das Ende der Startbahn hinaus, ging in Flammen auf und wurde zerstört. Der Funker wurde getötet, zwei weitere Besatzungsmitglieder schwer verletzt, während die übrigen neun unverletzt blieben.[63]

- Am 13. September 1956 setzte eine Douglas DC-3/C-47D der United States Air Force (USAF) (44-77285) im Anflug auf den Militärflugplatz Fürstenfeldbruck schon einen Kilometer vor der Landebahn auf. Diesen CFIT (Controlled flight into terrain) überlebten alle neun Insassen, die sechs Passagiere ebenso wie die drei Besatzungsmitglieder, die allerdings verletzt wurden. Das Flugzeug wurde irreparabel beschädigt.[64]